# Прапори повітів Естонії
Прапори 15 повітів Естонії представлені у цій статті.
Прапори становять собою прямокутне полотнище зі співвідношенням ширини до довжини як 7:11, яке складається з двох рівновеликих горизонтальних смуг: верхньої білої та нижньої зеленої. Посередині білої смуги розміщено герб повіту.
Стандартний розмір прапора 105x165 см.

## Прапори

Прапор Валгамаа повіт
Прапор Вільяндімаа повіт
Прапор Вирумаа повіт
Прапор Гар'юмаа повіт
Прапор Гіюмаа повіт
Прапор Іда-Вірумаа повіт
Прапор Йиґевамаа повіт
Прапор Ляене-Вірумаа повіт
Прапор Ляенемаа повіт
Прапор Пилвамаа повіт
Прапор Пярнумаа повіт
Прапор Рапламаа повіт
Прапор Сааремаа повіт
Прапор Тартумаа повіт
Прапор Ярвамаа повіт